# Codex Petropolitanus Purpureus
- Papyrus
- Onciale
- Minuscules
- Lectionnaire

Le Codex Petropolitanus Purpureus, portant le numéro de référence  N ou 022 (Gregory-Aland), est un manuscrit sur vélin en écriture grecque onciale. Ce manuscrit contient les Évangiles, avec de nombreuses lacunes. Comme les manuscrits Φ, O et Σ, le codex a été confectionné avec du parchemin teint avec de la pourpre.

## Description
Le codex se compose de 231 folios (32 × 27 cm). On estime que le manuscrit original comptait 462 folios.
Les nomina sacra sont écrits en or (ΙΣ, ΘΣ, ΚΣ, ΥΣ, et ΣΩΤΗΡ). 
Il contient κεφάλαια (chapitres), τίτλοι (titres), les Sections d'Ammonius, canons de concordances. 
Il s'agit d'un témoin du texte byzantin. Kurt Aland le classe en la Catégorie V. Les passages de Luc 22,43-44 et de Jean 7,53–8,11 sont omis.
En Jean 1,27 il atteste l'ajout de "Il vous baptise dans le Saint-Esprit et le feu" (εκεινος υμας Βαπτιζει εν πνευματι αγιω και πυρι).

## Lacunes
Évangile selon Matthieu 
1,1-24 ; 2,7-20 ; 3,4-6,24 ; 7,15-8,1 ; 8,24-31 ; 10,28-11,3 ; 12,40-13,4 ; 13,33-41 ; 14,6-22 ; 15,14-31 ; 16,7-18,5 ; 18,26-19,6 ; 19,13-20,6 ; 21,19-26,57 ; 26,65-27,26 ; 26,34-fin ; 
Évangile selon Marc 
1,1-5,20 ; 7,4-20 ; 8,32-9,1 ; 10,43-11,7 ; 12,19-24,25 ; 15,23-33 ; 15,42-16,20 ; 
Évangile selon Luc 
1,1-2,23 ; 4,3-19 ; 4,26-35 ; 4,42-5,12 ; 5,33-9,7 ; 9,21-28 ; 9,36-58 ; 10,4-12 ; 10,35-11,14 ; 11,23-12,12 ; 12,21-29 ; 18,32-19,17 ; 20,30-21,22 ; 22,49-57 ; 23,41-24,13 ; 24,21-39 ; 24,49-fin ; 
Évangile selon Jean 
1,1-21 ; 1,39-2,6 ; 3,30-4,5 ; 5,3-10 ; 5,19-26 ; 6,49-57 ; 9,33-14,2 ; 14,11-15,14 ; 15,22-16,15 ; 20,23-25 ; 20,28-30 ; 21,20-fin.

## Histoire

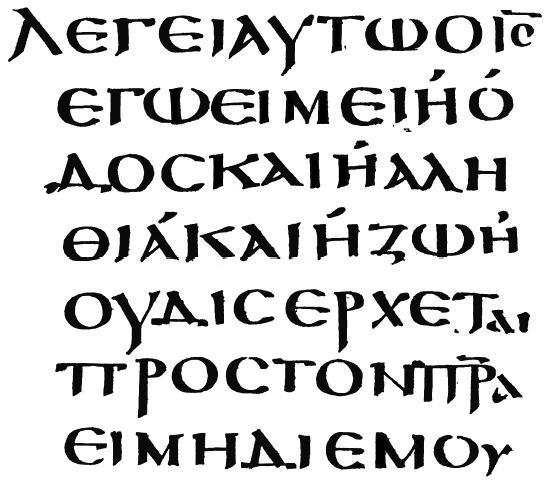
Jean 14,6 (facsimilé).

Les paléographes datent ce manuscrit du VIe siècle. Démembré par les croisés au XIIe siècle,, il appartenait jusqu'au milieu du XIXe siècle au Patriarche d'Alexandrie en résidence au Caire ; en 1850, le prélat russe Porphyre Ouspenski collationna et publia le texte de ces fragments.

## Aspects matériels
Le manuscrit se présente sous la forme de deux fragments d’un manuscrit grec pourpre oncial à lettres d’or, du VIe siècle. 
Il est conservé à la Bibliothèque nationale russe (Gr. 537) à Saint-Pétersbourg — 182 folios, Patmos — 33 folios, Bibliothèque vaticane (Vatican) — 6 folios, Londres — 4 folios, Vienne — 2 folios, Morgan Library and Museum, New York — 1 folio, Athènes — 1 folio et Lerma — 1 folio,.